# Toxopsoides huttoni
Toxopsoides huttoni is een spinnensoort in de taxonomische indeling van de Desidae.
Het dier behoort tot het geslacht Toxopsoides. De wetenschappelijke naam van de soort werd voor het eerst geldig gepubliceerd in 1973 door Raymond Robert Forster & Wilton.